# Weinmannia piurensis
Weinmannia piurensis är en tvåhjärtbladig växtart som beskrevs av Otto Christian Schmidt. Weinmannia piurensis ingår i släktet Weinmannia och familjen Cunoniaceae. Inga underarter finns listade i Catalogue of Life.